# Gremlins 2: The New Batch (videogioco 1990 NES)
Gremlins 2: The New Batch è un videogioco pubblicato nel 1990 per Nintendo Entertainment System, basato sul film Gremlins 2 - La nuova stirpe.
Altri titoli omonimi uscirono per Game Boy e DOS, e per vari home computer.

## Modalità di gioco
Il giocatore controlla Gizmo attraverso vari livelli nell'edificio, armato di armi che vanno dal super pomodoro geneticamente modificato in laboratorio al nuovo arco munito di fiammiferi nei livelli successivi. L'obiettivo del gioco è raggiungere il Centro di controllo Gremlin per spazzarli via tutti.